# Пинна, Пьетро
Пьетро Пинна (итал. Pietro Pinna; Финале-Лигуре, 5 января 1927 — Флоренция, 13 апреля 2016) — итальянский активист за ненасилие, считается первым сознательным отказником (по политическим причинам) от военной службы в Италии.

## Биография
Рождённый в Финале-Лигуре, Пьетро Пинна имел сардинское происхождение и жил в Ферраре, когда в конце 1948 года его призвали в армию. Испытавший ужасы Второй мировой войны и находящийся под влиянием идей Альдо Капитини, Пьетро стал решительным антимилитаристом и отказался от службы в армии.
За неповиновение (ст. 173 военного уголовного кодекса мира) он был приговорен к тюремному заключению — в первый раз на десять месяцев, а затем ещё на восемь. На суде его защищал адвокат Бруно Сегре, который станет одним из самых известных итальянских защитников в области отказа от военной службы по соображениям совести.
Благодаря тому, что Капитини откликнулся на его неповиновение, дело приобрело международное значение. Пинна получил телеграмму поддержки от вдовы президента США Вильсона, а дочь Льва Толстого Татьяна Сухотина-Толстая написала, что она «плакала от радости, читая, что делают эти отважные молодые люди». Кроме того, двадцать три британских парламентария под председательством лейбористского преподобного Реджинальда В. Соренсена подписали письмо, адресованное премьер-министру Де Гаспери, с просьбой выступить от его имени.
Позже Пинна стал одним из ближайших сотрудников Капитини, с которым он организовал первый марш мира Перуджа-Ассизи в 1961 году, а также следующие три; он продолжал работать в Ненасильственном движении на протяжении всей своей жизни, занимая должность национального секретаря с 1968 по 1976 год. Он был главным редактором журнала Azione nonviolenta до своей смерти 13 апреля 2016 года.
17 января 1973 года бывший секретарь Ненасильственного движения после публикации против празднования Вооруженных сил 4 ноября («Non festa ma mutto») был арестован в Перудже и осужден за прямое неуважение к вооруженным силам. После демонстраций, которые прошли в его поддержку в различных городах, через четыре недели он был освобожден по просьбе о помиловании тогдашнего президента республики Джованни Леоне.
В апреле 1979 года он был приговорен Апелляционным судом Триеста к 8 месяцам тюремного заключения за перекрытие дороги. Обвинение впоследствии было снято.
Пинна был среди организаторов марша Катания-Комизо (24 декабря 1982 г. — 3 января 1983 г.), протестовавшего против размещения американской ракетной базы, первой акции ненасильственной борьбы против военных объектов в Италии.
В 2008 году он был награждён Национальной премией Мира.
В 2012 году юридический факультет Пизанского университета присвоил ему почетную степень в области науки о мире.
Пьетро Пинна скончался 13 апреля 2016 года во Флоренции.